# Pauropopsis indigenous
Pauropopsis indigenous är en mångfotingart som först beskrevs av Hilton 1930.  Pauropopsis indigenous ingår i släktet Pauropopsis och familjen fåfotingar. Inga underarter finns listade i Catalogue of Life.